# 阿尔沙克一世
- 關於亚美尼亚的同名国王，請見「阿尔沙克一世 (亚美尼亚)」。
- 關於东伊比利亚的同名国王，請見「阿尔沙克一世 (东伊比利亚)」。

阿爾沙克一世（安息語：𐭀𐭓𐭔𐭊 Aršak，波斯语：‎ Ašk，？~約前211年），是安息王国创建者，安息這個名字就是以阿爾沙克對譯而來，統治時間為前248年到約前211年。他原是游牧的大益邦聯三大部族之一帕尼人首領，於前三世紀中葉他擊敗從塞琉古帝國分離的安德拉戈拉斯，征服了帕提亞地區，即今日土庫曼和伊朗交會一帶。他接下來花他的餘生來鞏固征服地區的統治，並且成功阻止塞琉古帝國試圖收回失土。因他建國的偉大成就讓他在安息諸王中被受歡迎，他的名字成為一個頭銜讓每一位安息統治者代代使用並傳遞，成為固定的王室名。在他逝世後留給後代一個堅強的國家，最終在後代米特里達梯一世手中讓安息王國轉變成統治兩河流域和伊朗高原的大帝國，並冠上王中之王頭銜。阿爾沙克一世的繼承者是他的兒子阿爾沙克二世
傳世文獻中對於阿爾沙克一世的統治相當模糊，加上希臘和羅馬史料內容部分互相矛盾，且這些作者都是阿爾沙克一世逝世後數個世紀後才書寫，導致當今對他的統治詳細內容不得而知，甚至過往學術界曾經爭論過他是否存在，直到1960年代考古研究和新論點出現證實了他的身份。

## 背景

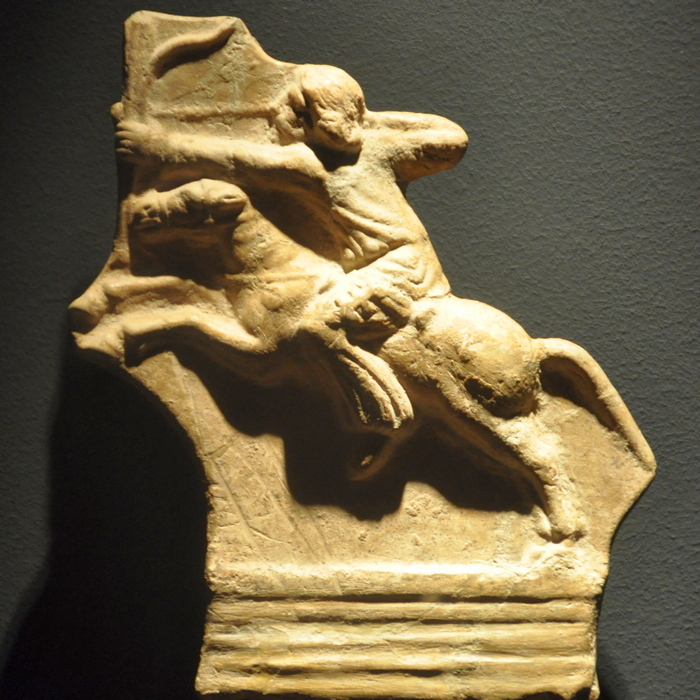
安息人馬弓射手，今收藏於義大利都靈夫人宮。

古代文獻中對於阿爾沙克一世的描述差異很大，對他主要的認識是靠希臘和羅馬文獻，這兩方都對他和他的王朝抱持敵意，尤其是後者與安息爆發羅馬-安息戰爭。在伊朗民族歷史中他的家族認為波斯國王阿塔薛西斯二世是他們的祖先之一，甚至他們家族還可以追溯到數個神話人物去，如卡亞尼亞王朝凱·喀瓦德（Kay Kawad）、凱·達拉布（Kay Darab）或甚至追溯到伊朗神話大英雄射手「阿拉什」。阿爾沙克這名字與阿拉什很像，「阿爾沙克」在波斯阿契美尼德王朝時期就有人在使用這個名字。「阿爾沙克」的中文名字翻譯是從希臘文（Ἀρσάκης）轉譯而來，該詞在漢朝被譯為「安息」，原型是安息語的「Aršak」，這個名字是來自古波斯語「Aršan」的指小詞變形，有英雄「阿拉什」的意思。因為該名字源自阿拉什，阿爾沙克一世建立安息王國時在他的錢幣背面上刻著一位持弓的射手，來暗示自己與阿拉什的連結。之所以可以連結到波斯王室，是因為阿塔薛西斯二世的女兒嫁給阿爾沙克家族，成為祖先之一。根據古羅馬歷史學家阿米阿努斯·馬爾切利努斯，阿爾沙克一世出身卑微且從事劫匪工作，他擊敗脫離塞琉古帝國自立的帕提亞總督安德拉戈拉斯，征服了帕提亞地區，建立安息王國。
關於阿爾沙克一世的身份古代文獻眾說紛紜，現代學者們多認可古希臘地理學家斯特拉波的描述，提到阿爾沙克一世屬於斯基泰人，後來他成為中亞大益游牧聯邦中三大部族之一的帕尼人首領。大益人主要依仗著馬背功夫，使他們擁有極強的機動性，遇到強大敵人威脅時可以來去自如逃至鹹海南方去。因此其他帝國在對付或控制他們時候都陷入難題。
大益人起初在前四世紀時生活在錫爾河一帶，他們逐漸南移，很可能在前三世紀早期時他們首度遷移東南到巴克特里亞，但隨後被驅逐。於是他們前進方向改往西，逐漸來到位於裏海東方的舊阿姆河下游居住，即今日的土庫曼西部一帶，並逐漸往南方的帕提亞滲透，最終在阿爾沙克一世領導下帕尼人大規模入侵帕提亞地區。帕提亞地區原先屬於塞琉古帝國統治，該地區即今日的伊朗呼羅珊省北部和土庫曼南部一帶，從前282/前281年起帕提亞地區就受到帕尼人的影響，而帕尼人也並非唯一遷移到帕提亞地區的民族，此地區從以前就經常接收北方遷移過來一波一波的伊朗語族。
帕尼人是一個東伊朗語部族，信仰古代伊朗人信仰。在前三世紀中葉，一些滲透來帕提亞的帕尼人逐漸同化入當地的帕提亞文化，逐漸成為帕提亞人。他們不僅開始說西伊朗亞語支帕提亞語，即安息語，也開始成為祆教的信徒，甚至取祆教相關的名字，如阿爾沙克一世的父親名字弗里阿帕提斯就是從祆教經典《阿維斯塔》「*Friya pitā」而來，意味「愛父者」。阿爾沙克一世自身可能是在帕提亞地區長大，說著當地帕提亞人的語言。根據法國籍歷史學者熱羅姆·加斯蘭（Jérôme Gaslain），阿爾沙克一世大半人生可能都在塞琉古帝國治下生活，屬於帕提亞地區的當地菁英階層。
大益人馬弓騎兵經常接受希臘統治者的僱傭，成為希臘化時代軍隊中的一環，如知名的馬其頓亞歷山大大帝到塞琉古國王安條克三世。古代文獻中提到阿爾沙克一世是「一位有經驗的戰士」，這可能暗示著他曾經在塞琉古國王之下或行省政府之下擔任傭兵。

## 統治

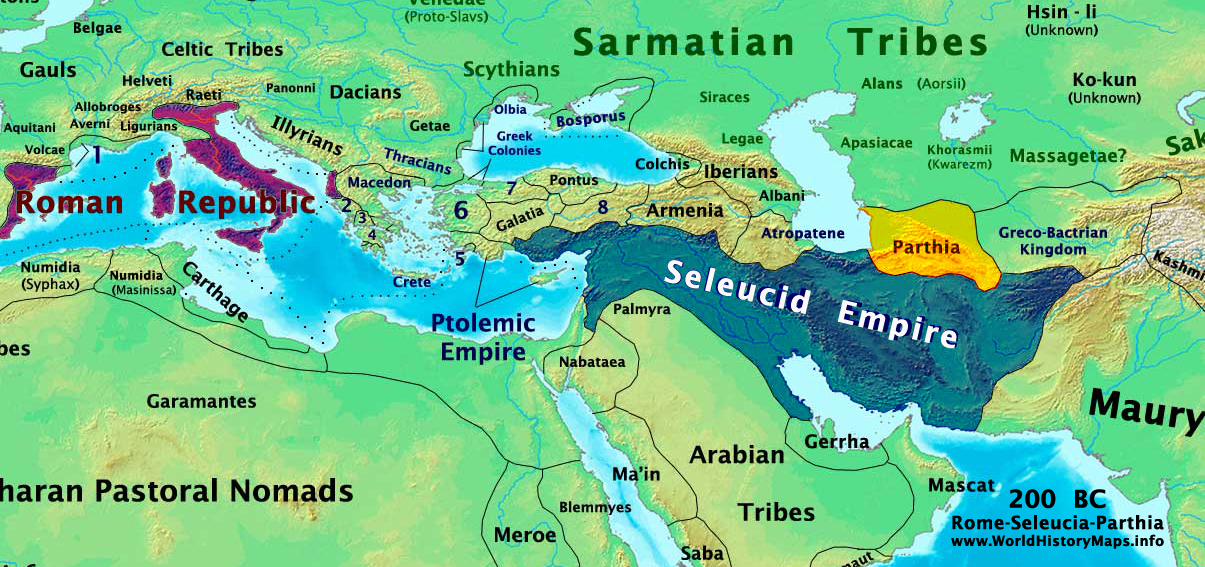
帕提亞位置和周遭地區。

### 建國和戰爭
在約前250年代，塞琉古帝國帕提亞兼希爾卡尼亞行省總督安德拉戈拉斯叛變自立為王，不僅脫離塞琉古二世統治還把行省轉變成自己的獨立王國。當帕提亞、希爾卡尼亞從塞琉古分離出去後，失去了塞琉古中央的軍事支援，讓安德拉戈拉斯面臨北方邊境阿爾沙克的威脅下倍感壓力，無法穩固邊境安全。在大約前248年左右，在阿爾沙克一世和他的弟弟梯里達底一世（Tiridates）的領導下帕尼人開始攻佔帕提亞，他們從希爾卡尼亞北部向南奪取了阿斯塔纳奈（Astauene或Astabene）地區與該地行政首府古昌，即今日阿特勒克河（Atrek）河谷，阿爾沙克一世可能在前247年於他自己所建造的城市阿薩克（Asaak）登基為王，這座城市是安息第一個都城。如同塞琉古紀年一樣，安息帝國也視前247年為國家的開端，建立安息紀年。
不久，大約前244/243年左右，阿爾沙克一世和他的屬下擊敗安德拉戈拉斯，完全奪取帕提亞地區，安德拉戈拉斯很可能在衝突中死亡。隨著阿爾沙克一世和他的部族奪取並移居帕提亞地區，並在當地建立自己的王國，後來的希臘、羅馬人在文獻中就稱呼安息帝國為帕提亞人。這個稱呼方式一直到了今日西方學術界和相關領域也經常被人所使用，但現代學者斯特凡·R·豪瑟（Stefan R. Hauser）直指這種單一民族稱呼是錯誤的，他指「應該廢止使用這個稱呼，以免傳遞錯誤的概念，實際他們是以一個種族為統治階級，來統治多民族、多語言的人口大國」。除了帕提亞地區以外，在旁邊的希爾卡尼亞地區也被阿爾沙克所征服。
在阿爾沙克一世奪取帕提亞和希爾卡尼亞之後，塞琉古二世約在前242年左右親自發起收復失土的軍事行動，原本反叛塞琉古帝國自立為王的巴克特里亞狄奧多特一世，眼看身為遊牧民族的帕尼人入侵帕提亞，他轉而跟塞琉古二世合作對付阿爾沙克一世。阿爾沙克初期無法抵擋塞琉古帝國大軍，他被迫退回北方逃到遊牧民族阿帕西亞卡埃（Apasiacae）尋求庇護。但塞琉古重奪帕提亞的統治也不長久，深入敵境的塞琉古大軍給了阿爾沙克反攻機會。可能當初阿爾沙克撤退至阿帕西亞卡埃就是戰略考量，對於遊牧民族來說這種敵進我退的戰術經常使用，一來塞琉古二世無法有足夠的物資補給來穿越沙漠追擊阿爾沙克，二來塞琉古與安條克·伊厄拉斯的內戰也不會留給他太多時間去處理帕尼人，這套戰術到後來安條克三世入侵時也曾再施展一次。最終阿爾沙克一世在戰場上擊敗塞琉古二世，甚至古羅馬歷史學家查士丁還提到塞琉古二世還被俘虜，戰勝的這一天也成為後來的安息帝國作為節日來慶祝這場勝利。塞琉古二世因兄弟戰爭戰事於後方再起，被迫撤軍退回美索不達米亞處理內戰。此戰不僅阿爾沙克擊敗塞琉古二世的軍隊，重新奪取帕提亞地區，還往南擴張疆土，鞏固王國的統治。
戰後幾年後，巴克特里亞國王狄奧多特一世去世，他的兒子狄奧多特二世擔憂塞琉古帝國會回來收復巴克特里亞失土，轉而跟安息王國和解與結盟，這兩個差不多同樣時間獨立的王國一同對付塞琉古帝國。古羅馬歷史學家查士丁記載阿爾沙克一世建立安息王國政府、征召士兵、興建城塞、發展他治下的城鎮。除了興建阿薩克城以外，他也在帕提亞地區興建城市達拉（Dara），另外老尼薩可能也是阿爾沙克所建，這座城市後來成為安息王室的居城之一，直到前一世紀為止。

### 後繼者

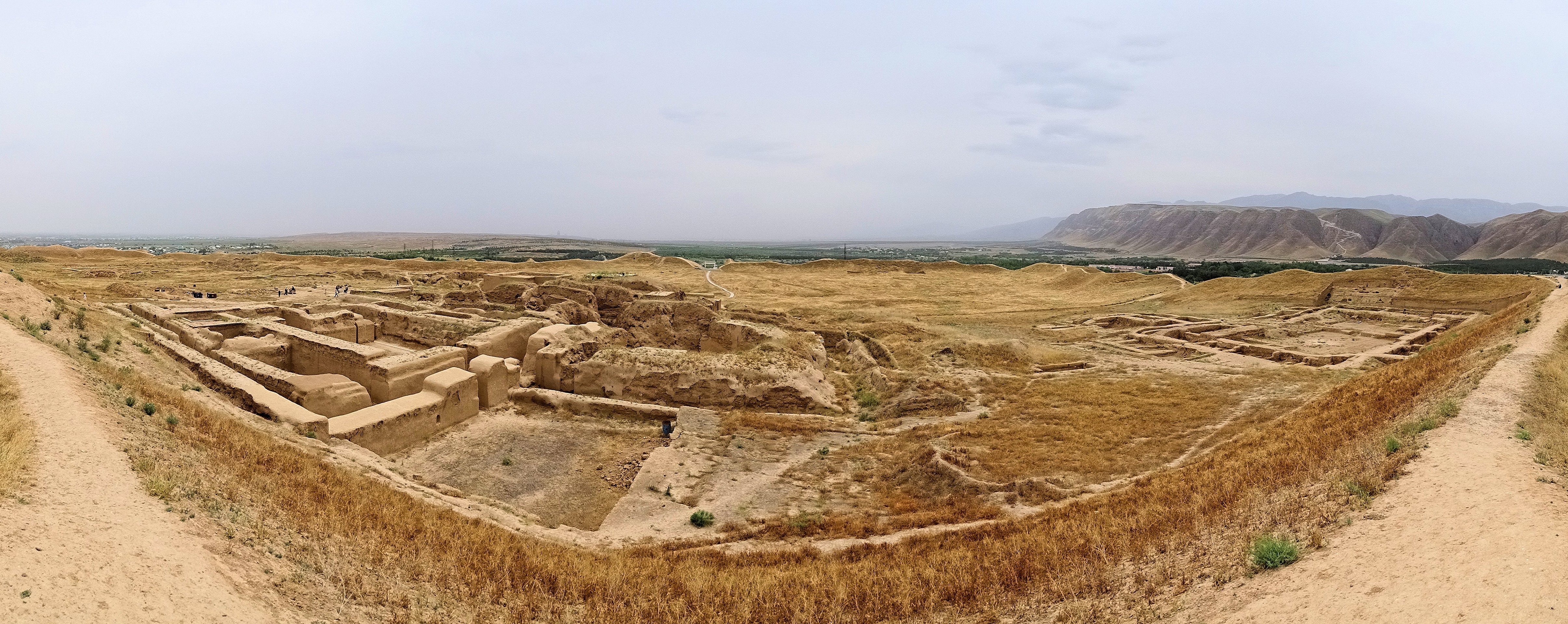
老尼薩遺跡全景，安息王國早期首都之一

在過去很長一段時間裡，關於阿爾沙克一世之後的安息王室諸王繼承順序不是很清楚，古代文獻也有互相矛盾。1725年學者讓·富瓦-瓦揚（Jean Foy-Vaillant）依據阿里安記載，認為梯里達底一世是阿爾沙克的弟弟，他們一同領導帕尼人入侵帕提亞，富瓦-瓦揚和後續支持他的學者們認為在阿爾沙克一世去世後王位繼承給梯里達底一世，後續王位都由梯里達底的後裔繼承，這一派別又產生另一個猜想，認為阿爾沙克一世是傳說上虛構的人物，真正建立安息王國的是梯里達底一世。
在1957年和1962年學者約瑟夫·沃爾斯基（Józef Wolski）發表一系列論文反對「阿爾沙克虛構論」觀點，認為這是對查士丁的解讀錯誤，且太偏重於阿里安的描述。他認為是真正建立安息王國的是阿爾沙克一世，梯里達底一世反而是虛構的人物。後來「梯里達底虛構論」儘管內部還有些小差異，但大多數學者們多支持這個觀點，直到後來在尼薩的考古陶片上發現了阿爾沙克的名字，證實阿爾沙克一世他是第一任安息國王，並把王位傳給自己兒子阿爾沙克二世。此外，錢幣學資料和分析也證實梯里達底並未登上王位，亦未發行錢幣。阿爾沙克一世持續統治到約211年，並把王位傳給阿爾沙克二世，或稱阿尔达班一世。至於梯里達底，現代學者馬雷克·揚·奧爾布萊希特（Marek Jan Olbrycht）認為梯里達底儘管未繼承王位，但阿爾沙克一世可能立他為副王，如同後來的米特里達梯一世立他的弟弟巴加西斯（Bagasis）為副王一樣。

## 錢幣

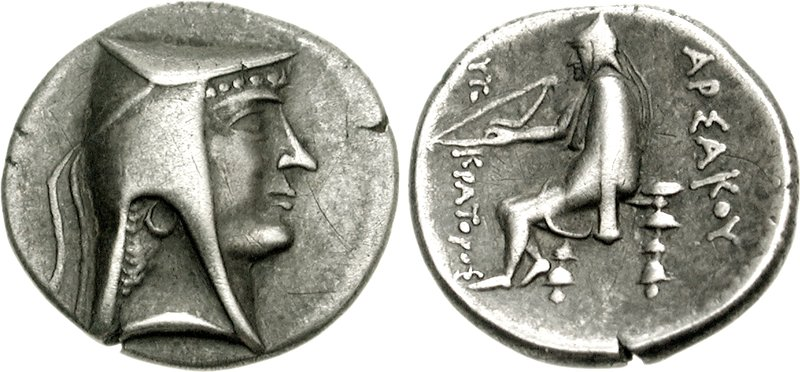
阿爾沙克一世的錢幣，尼薩造幣廠

儘管經過一些小變動，從本質上來說阿爾沙克一世的錢幣是後來阿爾薩息王朝各代錢幣原型。根據學者霍達德·雷扎哈尼（Khodadad Rezakhani）所述，阿爾沙克從塞琉古帝國和更早的阿契美尼德帝國總督錢幣上借鏡了很多象徵符號運用在自己的錢幣上，同時他也開創數種不同於前任者的樣式。學者阿里礼萨·沙普爾·沙巴齊（Alireza Shapour Shahbazi）則對於阿爾沙克一世的錢幣如此評價：「（他）致力展現與塞琉古帝國錢幣的不同，來強調自身的民族性和王室意象 」。一個經典的塞琉古錢幣背面上會刻著阿波羅手持弓，坐在臍石翁法洛斯上面。在阿爾沙克的錢幣背面上改用一位坐姿的弓手，可能是阿爾沙克自己，來取代阿波羅。這位坐在凳子上弓手與阿契美尼德帝國後期總督達塔美斯發行的錢幣風格類似，身著塞迦人服飾和頭戴著名的軟帽巴什利克帽（bashlyk）。
在一些石刻和阿爾沙克一世的錢幣上會看到這個稱呼「kārny」，這詞等同古希臘的獨裁全權將軍，這頭銜在阿契美尼德時期會授予高級統帥，如小居魯士。透過用這些頭銜，阿爾沙克一世故意讓自己的地位高於行省總督，但同時也讓自己避免使用國王巴西琉斯的頭銜，暗示他接受希臘化時期對於王權的傳統認知，而特意沒去採用。在伊朗人的認知中，巴西琉斯的頭銜並不是位階最高位。
阿爾沙克一世似乎在他建立的城市尼薩設立造幣廠，他發行銀幣和銅幣。德拉克馬銀幣是安息王國的主要幣種，阿爾沙克一世的德拉克馬銀幣正面為無蓄鬍的側面頭像，頭朝向右方，樣式與塞琉古王室錢幣相同。根據學者法布里齊奧·辛尼斯（Fabrizio Sinisi）所述，背面的坐姿弓手朝向左方，亦同於塞琉古王室錢幣樣式。在德拉克馬銀幣上用兩行垂直希臘銘文，刻著ΑΡΣΑΚΟΥ ΑΥΤΟΚΡΑΤΟΡΟΣ，同樣與塞琉古王室錢幣樣式相同。儘管有這些特徵，辛尼斯說明阿爾沙克的錢幣仍然可以一眼就認出它是一枚非希臘統治者所發行，因為阿爾沙克正面頭像頭戴軟帽，如同阿契美尼德時期，且背面的弓手身著伊朗騎手的服裝。

## 遺留的影響
阿爾沙克一世在逝世後其名聲繼續傳頌，根據哈拉克斯的伊西多爾描述，榮耀他的永恆聖火在阿爾沙克一世逝世超過兩世紀後仍在阿薩克城在護衛下繼續燃燒，這也指示他在稱王時是帶有重要宗教意義的，可能這代表阿爾薩息王朝之聖火，或為了強調他們是阿契美尼德王朝的繼承者。因為阿爾沙克一世的成就，他被視為安息帝國的建立者，在阿爾沙克一世死后，所有的安息统治者在公开场合都只使用“阿尔沙克”这个名字。在帕提亚诸王发行的钱币上大多也只铸有这个名字的希腊语属格形式ΑΡΣΑΚΟΥ，意为“阿尔沙克发行的”。古代中国文献称帕提亚王国为“安息”。现在广泛接受这是对「阿爾沙克」一词的音译，因为在古汉语中“安息”读为Arsǝk或Ansek。在中国，最早报告安息情况的是汉武帝的使节张骞，他大概是在巴克特里亞获知了有关安息王国的信息。「阿爾沙克」这个名字亦是阿契美尼德王朝国王阿塔薛西斯二世的本名，阿塔薛西斯二世同時亦是阿爾薩息王室宣稱的祖先。「阿爾沙克」這名它同時連結伊朗傳說的卡亞尼亞王朝統治者凱·阿爾薩（Kavi Arshan），有關這個傳說王朝可能仍在東伊朗民族中傳頌，如帕提亞人和大益人之中。
阿爾薩息家族持續統治約四個半世紀時間之久，直到在公元224年被薩珊帝國推翻。儘管如此，之後的伊朗七大家族中的卡倫家族就是阿爾薩息家族分支，並在古伊朗歷史中出現數個重要的人物，如六世紀的維齊爾博兹格米（Bozorgmehr）和九世紀反叛的王子馬扎亞爾（Mazyar）。在高加索的歷史中阿爾薩息王朝也占了一席之地，如亞美尼亞阿爾薩息王朝、高加索阿爾巴尼亞阿爾薩息王朝和高加索伊比利亞阿爾薩息王朝都是阿爾薩息王朝的分支，根據東羅馬歷史學家普羅科匹厄斯，到了六世紀實的亞美尼亞阿爾薩息王朝貴族依舊緬懷阿爾沙克一世和他們的家族傳承。

## 家族
| 藍色 |

| 黃色 |

| 綠色 |

|                           |                           |                           |                           | 弗里阿帕提斯 （）         |                           |  |  |                                         |                                         |                                         |                                         |                                         |                                         |  |  |                                   |                                   |                                   |                                   |                                   |                                   |  |  |  |  |  |  |  |  |  |  |  |  |  |  |  |  |  |  |
|                           |                           |                           |                           |                           |                           |  |  |                                         |                                         |                                         |                                         |                                         |                                         |  |  |                                   |                                   |                                   |                                   |                                   |                                   |  |  |  |  |  |  |  |  |  |  |  |  |  |  |  |  |  |  |
|                           |                           |                           |                           |                           |                           |  |  |                                         |                                         |                                         |                                         |                                         |                                         |  |  |                                   |                                   |                                   |                                   |                                   |                                   |  |  |  |  |  |  |  |  |  |  |  |  |  |  |  |  |  |  |
| 安息帝國國王 阿尔沙克一世 | 安息帝國國王 阿尔沙克一世 | 安息帝國國王 阿尔沙克一世 | 安息帝國國王 阿尔沙克一世 | 安息帝國國王 阿尔沙克一世 | 安息帝國國王 阿尔沙克一世 |  |  | 不明                                    | 不明                                    | 不明                                    | 不明                                    | 不明                                    | 不明                                    |  |  |                                   |                                   |                                   |                                   |                                   |                                   |  |  |  |  |  |  |  |  |  |  |  |  |  |  |  |  |  |  |
| 安息帝國國王 阿尔沙克一世 | 安息帝國國王 阿尔沙克一世 | 安息帝國國王 阿尔沙克一世 | 安息帝國國王 阿尔沙克一世 | 安息帝國國王 阿尔沙克一世 | 安息帝國國王 阿尔沙克一世 |  |  | 不明                                    | 不明                                    | 不明                                    | 不明                                    | 不明                                    | 不明                                    |  |  |                                   |                                   |                                   |                                   |                                   |                                   |  |  |  |  |  |  |  |  |  |  |  |  |  |  |  |  |  |  |
| 安息帝國國王 阿爾沙克二世 | 安息帝國國王 阿爾沙克二世 | 安息帝國國王 阿爾沙克二世 | 安息帝國國王 阿爾沙克二世 | 安息帝國國王 阿爾沙克二世 | 安息帝國國王 阿爾沙克二世 |  |  | 不明                                    | 不明                                    | 不明                                    | 不明                                    | 不明                                    | 不明                                    |  |  |                                   |                                   |                                   |                                   |                                   |                                   |  |  |  |  |  |  |  |  |  |  |  |  |  |  |  |  |  |  |
| 安息帝國國王 阿爾沙克二世 | 安息帝國國王 阿爾沙克二世 | 安息帝國國王 阿爾沙克二世 | 安息帝國國王 阿爾沙克二世 | 安息帝國國王 阿爾沙克二世 | 安息帝國國王 阿爾沙克二世 |  |  | 不明                                    | 不明                                    | 不明                                    | 不明                                    | 不明                                    | 不明                                    |  |  |                                   |                                   |                                   |                                   |                                   |                                   |  |  |  |  |  |  |  |  |  |  |  |  |  |  |  |  |  |  |
|                           |                           |                           |                           |                           |                           |  |  | 安息帝國國王 弗里阿帕 提烏斯            |                                         |                                         |                                         |                                         |                                         |  |  |                                   |                                   |                                   |                                   |                                   |                                   |  |  |  |  |  |  |  |  |  |  |  |  |  |  |  |  |  |  |
|                           |                           |                           |                           |                           |                           |  |  |                                         |                                         |                                         |                                         |                                         |                                         |  |  |                                   |                                   |                                   |                                   |                                   |                                   |  |  |  |  |  |  |  |  |  |  |  |  |  |  |  |  |  |  |
|                           |                           |                           |                           |                           |                           |  |  |                                         |                                         |                                         |                                         |                                         |                                         |  |  |                                   |                                   |                                   |                                   |                                   |                                   |  |  |  |  |  |  |  |  |  |  |  |  |  |  |  |  |  |  |
| 安息帝國國王 弗拉特斯一世 | 安息帝國國王 弗拉特斯一世 | 安息帝國國王 弗拉特斯一世 | 安息帝國國王 弗拉特斯一世 | 安息帝國國王 弗拉特斯一世 | 安息帝國國王 弗拉特斯一世 |  |  | 安息帝國 王中之王 米特里達梯 一世       | 安息帝國 王中之王 米特里達梯 一世       | 安息帝國 王中之王 米特里達梯 一世       | 安息帝國 王中之王 米特里達梯 一世       | 安息帝國 王中之王 米特里達梯 一世       | 安息帝國 王中之王 米特里達梯 一世       |  |  | 安息帝國國王 阿爾達班一世         | 安息帝國國王 阿爾達班一世         | 安息帝國國王 阿爾達班一世         | 安息帝國國王 阿爾達班一世         | 安息帝國國王 阿爾達班一世         | 安息帝國國王 阿爾達班一世         |  |  |  |  |  |  |  |  |  |  |  |  |  |  |  |  |  |  |
| 安息帝國國王 弗拉特斯一世 | 安息帝國國王 弗拉特斯一世 | 安息帝國國王 弗拉特斯一世 | 安息帝國國王 弗拉特斯一世 | 安息帝國國王 弗拉特斯一世 | 安息帝國國王 弗拉特斯一世 |  |  | 安息帝國 王中之王 米特里達梯 一世       | 安息帝國 王中之王 米特里達梯 一世       | 安息帝國 王中之王 米特里達梯 一世       | 安息帝國 王中之王 米特里達梯 一世       | 安息帝國 王中之王 米特里達梯 一世       | 安息帝國 王中之王 米特里達梯 一世       |  |  | 安息帝國國王 阿爾達班一世         | 安息帝國國王 阿爾達班一世         | 安息帝國國王 阿爾達班一世         | 安息帝國國王 阿爾達班一世         | 安息帝國國王 阿爾達班一世         | 安息帝國國王 阿爾達班一世         |  |  |  |  |  |  |  |  |  |  |  |  |  |  |  |  |  |  |
|                           |                           |                           |                           |                           |                           |  |  |                                         |                                         |                                         |                                         |                                         |                                         |  |  |                                   |                                   |                                   |                                   |                                   |                                   |  |  |  |  |  |  |  |  |  |  |  |  |  |  |  |  |  |  |
| 安息帝國公主 羅多古娜     | 安息帝國公主 羅多古娜     | 安息帝國公主 羅多古娜     | 安息帝國公主 羅多古娜     | 安息帝國公主 羅多古娜     | 安息帝國公主 羅多古娜     |  |  | 安息帝國國王 弗拉特斯二世               | 安息帝國國王 弗拉特斯二世               | 安息帝國國王 弗拉特斯二世               | 安息帝國國王 弗拉特斯二世               | 安息帝國國王 弗拉特斯二世               | 安息帝國國王 弗拉特斯二世               |  |  | 安息帝國 王中之王 米特里達梯 二世 | 安息帝國 王中之王 米特里達梯 二世 | 安息帝國 王中之王 米特里達梯 二世 | 安息帝國 王中之王 米特里達梯 二世 | 安息帝國 王中之王 米特里達梯 二世 | 安息帝國 王中之王 米特里達梯 二世 |  |  |  |  |  |  |  |  |  |  |  |  |  |  |  |  |  |  |
| 安息帝國公主 羅多古娜     | 安息帝國公主 羅多古娜     | 安息帝國公主 羅多古娜     | 安息帝國公主 羅多古娜     | 安息帝國公主 羅多古娜     | 安息帝國公主 羅多古娜     |  |  | 安息帝國國王 弗拉特斯二世               | 安息帝國國王 弗拉特斯二世               | 安息帝國國王 弗拉特斯二世               | 安息帝國國王 弗拉特斯二世               | 安息帝國國王 弗拉特斯二世               | 安息帝國國王 弗拉特斯二世               |  |  | 安息帝國 王中之王 米特里達梯 二世 | 安息帝國 王中之王 米特里達梯 二世 | 安息帝國 王中之王 米特里達梯 二世 | 安息帝國 王中之王 米特里達梯 二世 | 安息帝國 王中之王 米特里達梯 二世 | 安息帝國 王中之王 米特里達梯 二世 |  |  |  |  |  |  |  |  |  |  |  |  |  |  |  |  |  |  |
|                           |                           |                           |                           |                           |                           |  |  |                                         |                                         |                                         |                                         |                                         |                                         |  |  |                                   |                                   |                                   |                                   |                                   |                                   |  |  |  |  |  |  |  |  |  |  |  |  |  |  |  |  |  |  |
|                           |                           |                           |                           |                           |                           |  |  | 安息帝國國王 （爭位者） 米特里達梯 三世 | 安息帝國國王 （爭位者） 米特里達梯 三世 | 安息帝國國王 （爭位者） 米特里達梯 三世 | 安息帝國國王 （爭位者） 米特里達梯 三世 | 安息帝國國王 （爭位者） 米特里達梯 三世 | 安息帝國國王 （爭位者） 米特里達梯 三世 |  |  | 安息帝國國王 戈達斯一世           | 安息帝國國王 戈達斯一世           | 安息帝國國王 戈達斯一世           | 安息帝國國王 戈達斯一世           | 安息帝國國王 戈達斯一世           | 安息帝國國王 戈達斯一世           |  |  |  |  |  |  |  |  |  |  |  |  |  |  |  |  |  |  |
|                           |                           |                           |                           |                           |                           |  |  | 安息帝國國王 （爭位者） 米特里達梯 三世 | 安息帝國國王 （爭位者） 米特里達梯 三世 | 安息帝國國王 （爭位者） 米特里達梯 三世 | 安息帝國國王 （爭位者） 米特里達梯 三世 | 安息帝國國王 （爭位者） 米特里達梯 三世 | 安息帝國國王 （爭位者） 米特里達梯 三世 |  |  | 安息帝國國王 戈達斯一世           | 安息帝國國王 戈達斯一世           | 安息帝國國王 戈達斯一世           | 安息帝國國王 戈達斯一世           | 安息帝國國王 戈達斯一世           | 安息帝國國王 戈達斯一世           |  |  |  |  |  |  |  |  |  |  |  |  |  |  |  |  |  |  |
|                           |                           |                           |                           |                           |                           |  |  |                                         |                                         |                                         |                                         |                                         |                                         |  |  | 安息帝國國王 奧羅德斯一世         |                                   |                                   |                                   |                                   |                                   |  |  |  |  |  |  |  |  |  |  |  |  |  |  |  |  |  |  |

## 註腳
1. ↑  Kia 2016，第xxxiv頁.
2. ↑  Dąbrowa 2012，第179頁; Schippmann 1986，第525–536頁
3. 1 2  Bivar 1983，第30頁.
4. 1 2  Kia 2016，第171頁.
5. 1 2  Olbrycht 2021，第253頁.
6. 1 2 3 4 5 6  Shahbazi 1986，第525頁.
7. ↑  阿米阿努斯·馬爾切利努斯, xxiii. 6.
8. 1 2 3 4  Dąbrowa 2012，第168頁.
9. ↑  Curtis 2007，第7頁.
10. ↑  斯特拉波, xi. 9
11. 1 2  Axworthy 2008，第32頁.
12. 1 2  Gaslain 2016，第3頁.
13. 1 2 3 4 5  Gaslain 2016，第4頁.
14. ↑  Ghodrat-Dizaji 2016，第42頁.
15. ↑  Pourshariati 2008，第20頁.
16. 1 2  Boyce 1986，第540-541頁.
17. ↑  Lecoq 1986，第151頁.
18. ↑  Hauser 2013，第743頁.
19. ↑  Foltz 2013，第22頁.
20. ↑  Boyce 1984，第81頁.
21. ↑  Olbrycht 2021，第165頁.
22. 1 2  Schippmann 1986，第525–536頁.
23. 1 2  Dąbrowa 2012，第179-180頁.
24. ↑  Bickerman 1983，第19頁.
25. ↑  Hauser 2013，第730頁.
26. 1 2  Justin, xli. 5 （页面存档备份，存于）.
27. ↑  Schmitt 1986，第151-152頁.
28. ↑  Gaslain 2016，第5頁.
29. 1 2 3  Dąbrowa 2012，第169頁.
30. ↑  Weiskopf 1993，第671-672頁.
31. ↑  Vaillant, Arsacidarum imperium, vol. I, pp. 1ff.
32. ↑  Wolski (1962), pp. 139–142
33. ↑  Bivar 1983，第29, 30頁.
34. ↑  Wolski (1959) and (1962), p. 145.
35. ↑  Olbrycht 2021，第148頁.
36. 1 2  Rezakhani 2013，第766頁.
37. ↑  Rezakhani 2013，第766-767頁.
38. 1 2 3 4  Sinisi 2012，第280頁.
39. 1 2 3  Rezakhani 2013，第767頁.
40. ↑  Sellwood 1983，第280頁.
41. ↑  Olbrycht 2021，第251頁.
42. ↑  Olbrycht 2021，第252頁.
43. ↑  Curtis 2007，第8頁.
44. ↑  Sinisi 2012，第276, 279頁.
45. ↑  Sinisi 2012，第279頁.
46. ↑  Sinisi 2012，第279-280頁.
47. ↑  Isidore of Charax, 11.
48. ↑  Frye 1984，第217頁.
49. ↑  Boyce 1986，第87頁.
50. ↑  Kia 2016，第23頁.
51. ↑  Dąbrowa 2012，第179頁.
52. ↑  Pourshariati 2017.
53. ↑  Pourshariati 2008，第44頁.

### 古代文獻
- 哈拉克斯的伊西多爾，《帕提亞驛程志》
- 查士丁，《〈腓利史〉概要》
- 阿米阿努斯·馬爾切利努斯，《事蹟》（Res Gestae）
- 斯特拉波，《地理志》

### 現代文獻
- 艾克斯沃西, 邁克爾. . New York: Basic Books. 2008: 1–368. ISBN 978-0-465-00888-9.
- 博伊斯, 瑪麗. . Psychology Press. 1984: 1–252. ISBN 9780415239028.
- 弗賴伊, 理察·納爾遜. . C.H.Beck. 1984: 1–411. ISBN 9783406093975. false.
- 比克曼, 埃利亞斯·約瑟. . Yarshater, Ehsan  (编). . Cambridge: Cambridge University Press. 1983: 3–20. ISBN 0-521-20092-X.
- 比瓦爾, A.D.H. . Yarshater, Ehsan  (编). . Cambridge: Cambridge University Press. 1983: 21–99. ISBN 0-521-20092-X.
- 博伊斯, 瑪麗. . Yarshater, Ehsan  (编). . London and New York: Routledge & Kegan Paul: 540–541. 1986. ISBN 978-0-71009-105-5.
- 柯提斯, 維斯塔·薩克霍什, , 柯提斯, 維斯塔·薩克霍什; Stewart, Sarah  (编),  2, London & New York: I.B. Tauris & Co Ltd., in association with the London Middle East Institute at SOAS and the British Museum: 7–25, 2007, ISBN 978-1-84511-406-0
- Dąbrowa, Edward. . 達里亞伊, 圖拉吉  (编). . Oxford University Press. 2012: 1–432  [2019-01-13]. ISBN 978-0-19-987575-7. （原始内容存档于2019-01-01）.
- 佛茲, 理查德. . Oneworld Publications. 2013: 1–368. ISBN 9781780743097.
- Gaslain, Jérôme. . Curtis, Vesta Sarkhosh; Pendleton, Elizabeth J.; Alram, Michael; Daryaee, Touraj  (编). . Oxbow Books. 2016. ISBN 9781785702082.
- Ghodrat-Dizaji, Mehrdad. . Curtis, Vesta Sarkhosh; Pendleton, Elizabeth J.; Alram, Michael; Daryaee, Touraj  (编). . Oxbow Books. 2016. ISBN 9781785702082.
- Hauser, Stefan R. . Potts, Daniel T.  (编). . Oxford University Press. 2013: 728–751. ISBN 9780190668662.
- Kia, Mehrdad. . ABC-CLIO. 2016. ISBN 978-1610693912.
- Hoover, Oliver D. . Lancaster/London: Classical Numismatic Group. 2009.
- Lecoq, P. . : 151. 1986  [2022-05-09]. （原始内容存档于2022-05-17）.
- Olbrycht, Marek Jan. . Brill. 2021. ISBN 978-9004460751.

- Pourshariati, Parvaneh. . London and New York: I.B. Tauris. 2008. ISBN 978-1-84511-645-3.
- 雷扎哈尼, 霍達德. . Potts, Daniel T.  (编). . Oxford University Press. 2013. ISBN 978-0199733309.
- Schippmann, K. . Yarshater, Ehsan  (编). . London and New York: Routledge & Kegan Paul: 525–536. 1986. ISBN 978-0-71009-105-5.
- 施密特, R. . : 151–152. 1986  [2022-05-09]. （原始内容存档于2022-06-23）.
- Sellwood, David. . Yarshater, Ehsan  (编). . Cambridge: Cambridge University Press. 1983. ISBN 0-521-20092-X.
- 沙巴齊, A. Sh. . Yarshater, Ehsan  (编). . London and New York: Routledge & Kegan Paul: 525. 1986. ISBN 978-0-71009-105-5.
- Sinisi, Fabrizio. . Metcalf, William E.  (编). . Oxford University Press. 2012. ISBN 978-0195305746.
- Jean Foy-Vaillant, Arsacidarum imperium, sive, Regum Parthorum historia : ad fidem numismatum accommodata, Paris, 1725.
- Weiskopf, Michael. . Yarshater, Ehsan  (编). . London and New York: Routledge & Kegan Paul: 671–672. 1993. ISBN 978-1-56859-004-2.
- Józef Wolski, "L'Historicité d'Arsace Ier （页面存档备份，存于）", in Historia: Zeitschrift für Alte Geschichte, Bd. 8, H. 2 (Apr., 1959), pp. 222–238.
- ——, "Arsace II et la Généalogie des Premiers Arsacides （页面存档备份，存于）", in Historia: Zeitschrift für Alte Geschichte, Bd. 11, H. 2 (Apr., 1962), pp. 138–145.

| 阿尔沙克一世 阿爾薩息王朝 | 阿尔沙克一世 阿爾薩息王朝           | 阿尔沙克一世 阿爾薩息王朝            |
| ------------------------- | ----------------------------------- | ------------------------------------ |
| 前任： 安德拉戈拉斯       | 帕提亚兼希尔卡尼亚统治者            | 繼任： 阿爾沙克二世 (或梯里達底一世) |
| 新頭銜                    | 阿爾薩息王朝國王 前248年～約前211年 | 繼任： 阿爾沙克二世 (或梯里達底一世) |